# Riccardo Bacchelli
Riccardo Bacchelli, född i Bologna den 19 april 1891,  död i Monza den 8 oktober 1985, var en italiensk författare och dramatiker.

## Biografi
Bacchelli var den äldste av fem syskon och son till Josef Bacchelli, en av Bolognas styrande med liberala idéer och en uppskattad advokat, och hans hustru Anna Bumiller. Bacchelli gick genom gymnasiet och var inskriven vid humanistiska fakulteten på universitetet, men avslutade inte sina studier utan började ägna sig åt sina kulturella intressen. Han deltog frivilligt i första världskriget som infanteriofficer fram till krigsslutet 1919. Han flyttade sedan till Milano 1926 och gifte sig med Ada Fochessati.
Åren 1941–1944 deltog han i Academy of Italy och var medlem i Accademia Nazionale dei Lincei i Rom samt i Accademia della Crusca och det lombardiska Institute of Science and Letters. Han fick en examen honoris causa vid universitetet i Bologna och Milano.
Den 17 april 1971 mottog han Golden Archiginnasio, den högsta utmärkelsen i staden Bologna. Han var den förste att få livslång ersättning enligt Bacchellilagen av den 8 augusti 1985, som har sitt namn efter den berömde författaren.
Bacchelli dog 1985, 94 år gammal, och begravdes på kyrkogården i Bologna.

## Bachellilagen
Den så kallade Bachellilagen (lag nr 440, 8 augusti 1985) är en italiensk lag som medger beviljande av särskild livslång ersättning för medborgare som har utmärkt sig inom kultur, konst, underhållning eller sport, men som lever under fattiga förhållanden.

## Författarskap
I hans mycket rika produktion, som omfattar de flesta litterära genrer, märks den brett upplagda och fint genomförda romantrilogin Il mulino del Po (1938–1940); Floderna flyter mot havet, Nöden kommer i båt och Gammal värld är alltid ny), där han med en mjölnarsläkt från Po i centrum skildrar italienskt folkliv från Napoleontiden till första världskrigets slut.
Arbetet, som har en framträdande plats den italienska litteraturhistorien, består av över 2 000 sidor och är resultatet av ett stort forskningsarbete inom kultur- och lokal historia. I berättelsen väcks till liv figurer och händelser ur historien och den lokala traditionen, utformade med en sällsynt känslighet och skicklighet.